# ISO 3166-2:ZA
ISO 3166-2:ZA é uma norma ISO padrão que define geocódigos: é o subconjunto de ISO 3166-2, que aplica-se a África do Sul. Abrange 9 províncias.
Cada código de duas partes consiste no código ISO 3166-1 alfa-2 para a África do Sul (ZA) 
e seguido de um sub-código de 2 caracteres alfabéticos.

## Informativo
- ISO 3166-2:2004-03-08
- ISO 3166-2:2007-11-28

## Códigos
| Código ISO | Name              |
| ---------- | ----------------- |
| ZA-EC      | Cabo Oriental     |
| ZA-FS      | Estado Livre      |
| ZA-GT      | Gautengue         |
| ZA-NL      | Cuazulo-Natal     |
| ZA-LP      | Limpopo           |
| ZA-MP      | Mepumalanga       |
| ZA-NC      | Cabo Setentrional |
| ZA-NW      | Noroeste          |
| ZA-WC      | Cabo Ocidental    |